# كدسورة ثؤلولية
كدسورة ثؤلولية (الاسم العلمي:Kadsura verrucosa) هي نوع من النباتات يتبع جنس الكدسورة من الفصيلة الشزندرية.